# کسانی
کسانی (به لاتین: Ksani، به زبان اوستیا: Чысандон) یک رودخانه در گرجستان است که در اوستیای جنوبی واقع شده‌است.) کسانی رودخانه‌ای در مرکز گرجستان است که از دامنه‌های جنوبی رشته کوه قفقاز بزرگ در اوستیای جنوبی سرچشمه می‌گیرد و به رود کورا می‌ریزد. این رود ۸۴ کیلومتر (۵۲ مایل) طول دارد و دارای حوضه زهکشی ۸۸۵ کیلومتر مربع (۳۴۲ مایل مربع) است. کسانی (هم رودخانه و هم قلعه) اغلب با قلعه کسانی متعلق به قرون وسطا مرتبط است که در نزدیکی محل تلاقی دو رود کسانی و کورا قرار دارد.